# Rafael González de la Vega
Rafael González de la Vega Ayala (* 24. srpna 1958 Ciudad de México) je bývalý mexický zápasník – judista.

## Sportovní kariéra
Patřil ke generaci mexických judistů, která výkonnostně vyrostla pod dohledem japonského instruktora Tomojoši Jamagučiho, působícího od šedesátých let dvacátého století v Ciudad de México. Prakticky celou sportovní kariéru byl ve stínu svého úspěšnějšího kolegy Gerarda Padilly. V mexické reprezentaci se prosadil se zavedením superlehké váhy do 60 kg od roku 1977. Vrcholovou přípravu podstupoval převážně na kalifornských univerzitách ve Spojených státech. Na olympijské hry v Moskvě v roce 1980 se připravoval pod vedením amerického trenéra René Pommerelleho a další olympijský cyklus absolvoval na San José State University (SJSU) pod dohledem Yoshe Uchidy. V roce 1984 odjížděl na olympijské hry v Los Angeles s příslibem dobrého výsledku, ale nezvádl úvodní zápas s Britem Neilu Eckersleyem, kterému podlehl v boji na zemi submisí. Od roku 1986 přepustil místo reprezentační jedničky Salvadoru Hernándezovi.

## Výsledky
| Turnaj                  | 1978            | 1979            | 1980            | 1981            | 1982            | 1983            | 1984            | 1985            |
| Turnaj                  | 20              | 21              | 22              | 23              | 24              | 25              | 26              | 27              |
| Turnaj                  | superlehká váha | superlehká váha | superlehká váha | superlehká váha | superlehká váha | superlehká váha | superlehká váha | superlehká váha |
| ----------------------- | --------------- | --------------- | --------------- | --------------- | --------------- | --------------- | --------------- | --------------- |
| Olympijské hry          |                 |                 | úč.             |                 |                 |                 | úč.             |                 |
| Mistrovství světa       |                 | 7.              |                 | —               |                 | —               |                 | úč.             |
| Panamerické hry         |                 | 3.              |                 |                 |                 | 3.              |                 |                 |
| Panamerické mistrovství | 3.              |                 | 2.              |                 | —               |                 | —               |                 |
| Středoamerické a k. hry | ?               |                 |                 |                 | —               |                 |                 |                 |